# Liam Slock
Liam Slock (* 18. September 2000 in Zeveneken (Lochristi)) ist ein belgischer Radrennfahrer.

## Sportlicher Werdegang
In der U23 fuhr Slock zunächst für das GM Recycling Team, bevor er 2021 Mitglied im Nachwuchsteam Lotto-Soudal U23 wurde. Seine bisher einzigen zählbaren Erfolge ist der Gewinn der Bergwertung bei zwei kleineren Rundfahrten. Auch wenn er ohne Sieg blieb, wurde er zur Saison 2023 in das UCI ProTeam von Lotto Dstny übernommen. Ber der Olympia’s Tour 2023 verpasste er als Zweiter der Gesamtwertung nur knapp seinen ersten Sieg als Radprofi.

## Erfolge
2022
- Bergwertung Circuit des Ardennes
- Bergwertung Tour de Normandie